# Wilson Seneme
Wilson Luiz Seneme (São Carlos, São Paulo, Brasil; 28 de agosto de 1970) es un árbitro de fútbol y profesor de educación física brasileño. Es conocido por haber sido presidente de la Comisión de Árbitros de la CONMEBOL entre 2016 y 2022. Es primo del portugués Cristiano Ronaldo.
Se desarrolló como árbitro internacional entre 2006 y 2014.